# Paul Niculescu-Mizil
Paul Niculescu-Mizil (n. 25 noiembrie 1923, București, România – d. 5 decembrie 2008, București, România) a fost un înalt demnitar comunist, care a ocupat, printre altele, funcțiile de ministrul educației și învățământului din Republica Socialistă România (între 1972-1976), fiind și cel de-al 129-lea ministru al Finanțelor Publice ale României (între 1978-1981). A fost căsătorit cu Lidia Niculescu-Mizil și a avut șase copii, din care trei adoptați.

## Cariera politică
Tatăl lui Paul Niculescu-Mizil, Gheorghe Niculescu-Mizil, provenea din vechea mișcare socialistă. Din această cauză, în familie predominau lecturile marxiste, leniniste și staliniste. Influențat de acestea, Niculescu-Mizil devine în 1945 membru al PCR, făcând carieră în aparatul propagandistic. A lucrat în cadrul secțiilor conduse de Leonte Răutu, unul din zbirii ideologici staliniști. A devenit curând prorectorul, apoi rectorul Școlii Superioare de Partid „Ștefan Gheorghiu” și director adjunct al Institutului de istorie a P.M.R. (1955). În anii '50 a condus numeroase prelucrări și a fost un actor principal în înscenările și procesele din anii 1958-1960.
Între 1956 și 1968 a fost șeful secției de propagandă și agitație a Comitetului Central al P.M.R., fiind unul din artizanii cultului personalității lui Gheorghe Gheorghiu-Dej.
În anii 1963-1964 a participat la întocmirea documentelor care au dus la Declarația din aprilie 1964. Adoptată la plenara C.C al P.M.R. din 15-22 aprilie 1964, „Declarația cu privire la poziția Partidului Muncitoresc Român în problemele mișcării comuniste și muncitorești internaționale”, anunța o reorientare a conducerii comuniste de la București în raport cu Uniunea Sovietică. Declarația enunța principiile călăuzitoare care trebuiau să stea la baza raporturilor dintre partidele comuniste: egalitatea în drepturi, neamestecul în treburile interne, dreptul exclusiv al fiecărui partid de a-și rezolva problemele politice și organizatorice. Deși Declarația din aprilie 1964 anunța o poziție de independență față de U.R.S.S., resorturile ei erau în realitate altele. După moartea lui Stalin, după demascarea crimelor acestuia de către Nikita Hrușciov în faimosul Raport Secret de la Congresul al XX-lea al Partidului Comunist al Uniunii Sovietice, și mai ales după evenimentele din 1956 din Ungaria, vechea gardă stalinistă din țările satelit ale Moscovei începuse să fie înlocuită de sovietici cu lideri ceva mai flexibili ideologic. Plenara din aprilie 1964 era, de fapt, un răspuns al conducerii dogmatice de la București, în frunte cu Gheorghiu-Dej, pentru a se asigura că va rămâne cu orice preț la putere.
După moartea lui Gheorghiu-Dej, în martie 1965, Paul Niculescu-Mizil devine secretar al C.C., însărcinat cu ideologia și problemele mișcării comuniste. La Congresul al IX-lea al PCR din 19-24 iulie 1965 este ales membru al Comitetului Politic Executiv al P.C.R., funcție în care va rămâne până în 1989. La scurt timp este promovat membru al Prezidiului Permanent al C.P.Ex., devenind o persoană foarte influentă a aparatului de partid pe care s-a bizuit Nicolae Ceaușescu pentru acapararea totală a puterii.

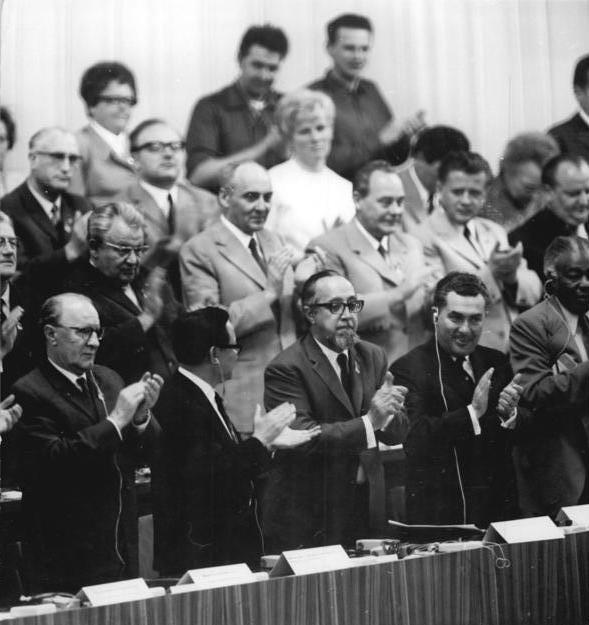
Paul Niculescu-Mizil în 1971
penultimul din dreapta,
în primul rând de la prezidiu

Ca urmare a politicii de rotație a cadrelor promovată de Ceaușescu, Paul Niculescu-Mizil este transferat din aparatul politic de partid în sfera executivă, fiind numit viceprim-ministru al guvernului (1972-1981), ministru al Educației și Învățământului (1972-1976), ministru al Finanțelor (1978-1981), președinte al Centrocoop (1981-1989).
Ca demnitar și membru deplin al C.P.Ex., Niculescu-Mizil și-a pus semnătura pe toate actele de represiune săvârșite de regimul Ceaușescu după 1965. Printre ele, reprimarea grevei minerilor din Valea Jiului din 1977, a Mișcării Goma, a revoltei anticomuniste de la Brașov din 1987.
După Revoluția din decembrie 1989, Ion Iliescu l-a păstrat pe Paul Niculescu-Mizil în conducerea Frontului Salvării Naționale, însă presiunile societății civile au dus repede la îndepărtarea, arestarea și ulterior judecarea sa ca membru al lotului C.P.Ex., alături de demnitari comuniști importanți precum Constantin Dăscălescu, Manea Mănescu, Ion Dincă, Emil Bobu sau Tudor Postelnicu. Condamnat, Niculescu-Mizil a executat o pedeapsă de trei ani de închisoare pentru implicarea directă, prin votul dat în Comitetul Politic Executiv, în represiunea împotriva manifestanților de la București și Timișoara. Ulterior a fost grațiat de Ion Iliescu.
După eliberarea din închisoare, Paul Niculescu-Mizil a fost activ în presă, acordând numeroase interviuri și scriindu-și memoriile. În tot ce a publicat, el și-a clamat nevinovăția și a luat apărarea sistemului comunist, acuzându-l pentru abuzuri pe Nicolae Ceaușescu. Într-unul din interviuri, Niculescu-Mizil spunea:
„Odată, un ziar din București a scris că eu sunt nostalgic sau criptocomunist.
Le-am zis: «domnilor, nu mai căutați atâția termeni, eu sunt comunist».”—Martor Incomod - august 2006
În 2003, respectându-și opțiunile din tinerețe, a rămas comunist convins, devenind unul dintre membrii fondatori ai Partidului Alianța Socialistă unde a fost activ până la moarte.
Paul Niculescu-Mizil a murit pe 5 decembrie 2008, la 85 de ani, în azilul privat din Bucureștii Noi în care locuia în ultimul timp. Suferea de probleme cardiace, în 2007 fiind operat la o clinică din Germania. Cu aprobarea ministrului Varujan Vosganian, trupul său a fost depus la Ministerul Finanțelor, generând un scandal intern în sânul Partidului Național Liberal, aflat la acea vreme la guvernare. Fruntași ai partidului precum Smaranda Enache, Adrian Cioroianu sau Mircea Ionescu Quintus și-au declarat dezamăgirea față de decizia ministrului Vosganian, acuzând o „reabilitare mascată, care nu se face în nici un stat fost comunist membru al UE”.
Paul Niculescu-Mizil a fost înmormântat pe 9 decembrie 2008 în cimitirul din curtea mănăstirii Cernica, fiind condus pe ultimul drum de câteva sute de persoane.

## Familia
Paul Niculescu-Mizil a fost căsătorit cu Lidia Niculescu-Mizil. Împreună au avut șase copii, din care trei adoptați. Copiii naturali sunt Serghei Mizil, Lidia Mizil și Donca Mizil. Pe Doru, Paul Niculescu-Mizil l-a înfiat înainte de a împlini 1 an, după ce a rămas orfan în urma unui accident rutier.
Serghei Mizil a dus o viață obișnuită pentru un fiu de demnitar comunist:
„În primii ani ai lui Ceaușescu puteai să faci rost de orice. Am avut Mercedes 220 decapotabil, ca James Bond, un Jaguar, alții aveau BMW sau Jeep. Erau doar în uzul nostru, proprietatea statului.”
„Aveam vilă la Snagov, aveam o Dacie mai specială cu număr mic și nu se luau milițienii de mine. Astea erau avantajele mele, mâncam de la o casă de comenzi mai specială, unde găseai whisky de multe feluri, țigări mai bune. Astea se datorau funcțiilor părinților. Aveam un magazin, la început, pe strada Varșovia, unde ăia din Biroul Politic puteau să comande orice, și Rolex și Merțane. În ultimii ani se duseseră și o parte din avantajele astea, Ceaușescu voia să facă economii.”—Jurnalul Național - 4 martie 2008
A absolvit Arte Plastice, obținând o diplomă de pictor, și o perioadă a profesat. A făcut rochii sau curele pentru Fondul Plastic, a vândut tablouri inclusiv în străinătate, beneficiind, ca fiu de activist de Partid, de privilegiul unui pașaport. A fost un apropiat al lui Nicu Ceaușescu, fiul dictatorului Nicolae Ceaușescu. Alături de acesta a dus o viață de noapte, frecventând baruri și restaurante cunoscute în epocă; din cercul celor doi mai făceau parte și alți fii de demnitari comuniști sau de persoane sus-puse, precum Mădălin Voicu, Jean Maurer, fiul lui Ion Gheorghe Maurer, nepoții lui Gheorghe Gheorghiu-Dej, Ghiță, Sanda și Mândra, Gino Iorgulescu, Irinel Columbeanu sau Sașa Marinescu. Mama lui Sașa, Violeta Marinescu, a fost primul colonel de Securitate femeie din România.
Serghei Mizil a fost coleg de școală cu Sorin Oprescu. Actualmente este considerat o persoană mondenă și invitat la diverse posturi de televiziune.
Donca Mizil a avut o relație îndelungată - timp de 10 ani - cu Nicu Ceaușescu. Acesta s-a îndrăgostit de ea pe când avea 16 ani, iar apropiații lor susțin că între cei doi a fost o dragoste adevărată. Dar această legătură amoroasă nu era pe placul Elenei Ceaușescu, care a intervenit mereu în relația celor doi. Din cauza ei, Donca Mizil a fost chiar nevoită să suporte o întrerupere de sarcină într-o lună avansată, după cum amintește politologul Vladimir Tismăneanu . Elena Ceaușescu a reușit până la urmă să-l despartă pe Nicu de fata lui Paul Niculescu-Mizil și să-l determine să se însoare cu preferata ei, Poliana Cristescu. Elena Ceaușescu o cunoscuse pe aceasta într-o vizită oficială la Târgoviște, unde Cristescu era șefa Organizației de Pionieri din județ. Deoarece din primele verificări rezultau numai aspecte favorabile: înfățișare agreabilă, tânără, licențiată, devotată Partidului, inteligentă și fără încurcături, Elena Ceaușescu a mutat-o la București, numind-o secretară a Comitetului Central al Uniunii Tineretului Comunist, în subordinea lui Nicu Ceaușescu. Nunta celor doi s-a oficiat pe 10 decembrie 1983, în fața delegatului de stare civilă al Consiliului Popular al sectorului 1 București. Jean Maurer își amintește că despărțirea lui Nicu de Donca „i-a distrus pe amândoi”.
În total, Paul Niculescu-Mizil a avut 11 nepoți, cei mai cunoscuți fiind Răzvan Niculescu-Mizil și deputata Oana Mizil, aleasă în această funcție la alegerile din 2008 din partea P.S.D.. Oana Mizil este proprietara revistei „Monden” și partenera lui Marian Vanghelie .
Nașul de botez al lui Răzvan Niculescu-Mizil a fost Nicu Ceaușescu. Director la compania de telefonie mobilă Zapp, el a decedat pe 2 mai 2005, într-un accident rutier, în apropierea localității Săftica. 
Răzvan Mizil conducea motocicleta personală cu viteză excesivă și a pierdut controlul acesteia, izbindu-se de balustrada de protecție a DN1. La înmormântare au participat mulți membri ai nomenclaturii comuniste și copii ai acestora, precum nepoții lui Nicolae Ceaușescu, Mădălin Voicu, Sașa și Violeta Marinescu. Alți participanți la înmormântare au fost interlopul Fane Spoitoru, fiica președintelui Băsescu, Elena Băsescu, Tudor Vasile, băiatul fostului premier Radu Vasile, Alexandru Erbașu, fostul director al S.I.E. Cătălin Harnagea, oameni de afaceri libanezi sau palestinieni.

## Scrieri
- O istorie trăită, Editura Enciclopedică, București, 1997
- România și războiul americano-vietnamez, 2008[18].

## Distincții
- Ordinul Muncii clasa a II-a (30 decembrie 1957) „cu ocazia celei de a zecea aniversări a proclamării Republicii Populare Romîne și pentru merite deosebite în îndeplinirea sarcinilor date de Partidul Muncitoresc Romîn, pentru merite deosebite pe tărîmul construcției de stat, economice, sociale, culturale și obștești”[19]
- Ordinul „23 August” clasa a III-a (12 august 1959) „pentru merite deosebite în opera de construire a socialismului”[20]
- Medalia „40 de ani de la înființarea Partidului Comunist din Romînia” (6 mai 1961) „pentru merite în activitatea de partid și întărirea regimului democrat-popular”[21]
- Ordinul Muncii clasa I (4 aprilie 1962) „pentru merite deosebite în munca de colectivizare a agriculturii și întărirea economico-organizatorică a gospodăriilor agricole colective”[22]
- Ordinul „Steaua Republicii Populare Romîne” clasa a II-a (18 august 1964) „pentru merite deosebite în opera de construire a socialismului, cu prilejul celei de a XX-a aniversări a eliberării patriei”[23]
- Ordinul „Tudor Vladimirescu” clasa I (30 aprilie 1966) „cu prilejul celei de-a 45-a aniversări de la înființarea Partidului Comunist din România, pentru îndelungată activitate în mișcarea muncitorească și merite deosebite în opera de construire a socialismului”[24]
- Medalia „A XXV-a Aniversare a Eliberării Patriei” (4 august 1969) „pentru merite deosebite în lupta împotriva fascismului, în eliberarea țării, în războiul antihitlerist, în instaurarea puterii democrat-populare și construirea socialismului în Republica Socialistă România, cu prilejul celei de-a XXV-a aniversări a eliberării patriei”[25]
- titlul de Erou al Muncii Socialiste și medalia de aur „Secera și ciocanul” (4 mai 1971) „cu prilejul aniversării a 50 de ani de la constituirea Partidului Comunist Român, [...] pentru merite deosebite în opera de construire a socialismului”[26]
- Medalia „25 de ani de la proclamarea Republicii” (26 decembrie 1972) „pentru merite deosebite în opera de construire a socialismului, cu prilejul aniversării a 25 de ani de la proclamarea Republicii”[27]
- Ordinul „23 August” clasa I (23 noiembrie 1973) „pentru contribuția deosebită adusă la înfăptuirea politicii partidului și statului de făurire a societății socialiste multilateral dezvoltate în patria noastră, cu prilejul împlinirii vîrstei de 50 de ani”[28]
- Medalia comemorativă „A 40-a aniversare a revoluției de eliberare socială și națională, antifascistă și antiimperialistă” (20 august 1984) „pentru contribuția deosebită adusă la înfăptuirea politicii Partidului Comunist Român de făurire a societății socialiste multilateral dezvoltate în patria noastră, cu prilejul celei de-a 40-a aniversări a revoluției de eliberare socială și națională, antifascistă și antiimperialistă”[29]

### Interviu
- Flacarile lui august[nefuncțională]
, 23 august 2004, Jurnalul Național